# Symphurus atramentatus
Symphurus atramentatus es una especie de pez de la familia Cynoglossidae en el orden de los Pleuronectiformes.